# Central hidroeléctrica de Priañes
La central de Priañes es una central hidroeléctrica situada entre los concejos de Oviedo y Las Regueras, muy cerca del límite de ambos con Grado (Asturias). Está alimentada por los embalses de Priañes y El Furacón, situados en los cauces de los ríos Nora y Nalón, respectivamente
Cuenta con 3 grupos generadores y es propiedad de HC Energía. Los dos primeros grupos, de 4,25 MW cada uno, entraron en funcionamiento en 1952, haciéndolo el tercero, de 10 MW en 1967, tras el recrecimiento de ambas presas. Por tanto, dispone de una potencia total instalada de 18,5 MW y produce en año medio 60 GWh.
Sus tres turbinas son tipo Kaplan.